# Janko Matko
Janko Matko (Brlenić, 20. svibnja 1898. – Zagreb, 3. kolovoza 1979.) bio je hrvatski književnik, najznačajniji predstavnik tzv. pučke književnosti.

## Životopis
Janko Matko rođen je u Brleniću pokraj Krašića. Polazio je franjevačku gimnaziju u Vukovaru. Zbog slomljene noge i neprilika I. svjetskog rata prekinuo je školovanje, izučio urarski, optičarski i draguljarski obrt u Vukovaru, potom živio u Rijeci, a od 1923. u Zagrebu. Tu počinje obnašati različite dužnosti u kulturnom društvu "Hrvatski radiša" te vodi vlastitu urarsku radionicu. Godine 1932. postao je predsjednik pjevačkog društva "Zvonimir". Prvu pripovjest Doći ću kući, majko, za Božić objavio je još 1917. u vukovarskim "Sriemskim novinama", a 1938. prvi (Žrtva) od dvadesetak romana (tri su izašla posmrtno) kojima je tematikom iz nacionalne povijesti, domoljubljem i duhovnom religioznošću privukao naraštaje hrvatskih čitatelja. Sam je napisao dramatizacije svojih romana Moć zemlje, Tajna i Pokajnik, a Fotezova dramatizacija Žrtve izvodila se na više pozornica.
Matko se ubraja među rijetke pisce koji su znali naći put do široke čitateljske publike. Ponajprije ga je zanimala priča vezana za hrvatski narod i svaki je njegov roman fabulativno zasnovan na istinitom događaju, no oblikovan tipičnim karakteristikama trivijalnoga sentimentalnog ili pustolovnog romana. Teme su njegovih djela klasne razlike među ljubavnicima (Žrtva, 1944.; Moć zemlje, 1944.; Dragulji i strasti, 1970.), neugasiva ljubav spojena s osjećajem dužnosti (Dva života jedne žene, 1971.; Ribar i more, 1971.), povijest hrvatskih plemenitaša (Plač šume, 1971.; Krv nije voda, 1978.), nesretna povijest izrabljivanih žena i nezakonite djece (Služavka, 1974.), tragična ljubav dvoje mladih rodbinski vezanih (Bez krivnje krivi, 1978.), mlade godine Alojzija Stepinca (Kardinalova ljubav, 1993.) itd. Svi ti romani uključuju snažne osjećaje, zamršene i neočekivane zaplete, mnoštvo zapreka na životnom putu pozitivnih junaka, koje oni svladavaju uz mnoge žrtve, ali uvijek uz pretpostavku da istina i pravda moraju pobijediti. Likovi su karakterizirani crno-bijelom tehnikom, a za pozitivne junake i poantu romana usko veže slavljenje rodoljublja i duboku pobožnost. Kritika je njegova djela najčešće prešućivala jer su bez umjetničke vrijednosti, ali s dubokim pučkim shvaćanjem društvene ravnopravnosti. Ta su djela lako nalazila put do čitatelja postajući nezaobilazan dio masovne kulture našega vremena. Janko Matko umro je u Zagrebu 1979. godine.

## Djela
- Žrtva (1934.)
- Moć zemlje (1944.)
- Tajna (1945.)
- Tužim (1945.)
- Dragulji i strasti (1970.)
- Svjetlo ugaslih očiju (1970.)
- Plač šume (1971.)
- Pokajnik (1971.)
- Ribar i more (1971.)
- Dva života jedne žene (1971.)
- Majka (1974.)
- Maćeha (1974.)
- Služavka (1974.)
- Bez krivnje krvi (1978.)
- Krv nije voda (1978.)
- Sudbine (1978.)
- Kardinalova ljubav (1993.)
- Hrvatske priče i legende (1996.)
- Izgubljeni biser (1996.)

## Vanjske poveznice
- Matko, Janko Hrvatska enciklopedija. LZMK
- LZMK / Proleksis enciklopedija: Matko, Janko